# Поллард (Арканзас)
Поллард (англ. Pollard) — місто (англ. city) в США, в окрузі Клей штату Арканзас. Населення — 193 особи (2020).

## Географія
Поллард розташований за координатами 36°25′48″ пн. ш. 90°16′3″ зх. д. / 36.43000° пн. ш. 90.26750° зх. д. (36.430045, -90.267464).  За даними Бюро перепису населення США в 2010 році місто мало площу 0,74 км², уся площа — суходіл.

## Демографія
Згідно з переписом 2010 року, у місті мешкали 222 особи в 86 домогосподарствах у складі 63 родин. Густота населення становила 298 осіб/км².  Було 102 помешкання (137/км²). 
Расовий склад населення:
| - 99,1 % — білих |

До двох чи більше рас належало 0,9 %. Іспаномовні складали 0,9 % від усіх жителів.
За віковим діапазоном населення розподілялося таким чином: 23,4 % — особи молодші 18 років, 60,4 % — особи у віці 18—64 років, 16,2 % — особи у віці 65 років та старші. Медіана віку мешканця становила 40,3 року. На 100 осіб жіночої статі у місті припадало 103,7 чоловіків;  на 100 жінок у віці від 18 років та старших — 100,0 чоловіків також старших 18 років.
Середній дохід на одне домашнє господарство  становив 43 916 доларів США (медіана — 35 000), а середній дохід на одну сім'ю — 46 575 доларів (медіана — 36 750). За межею бідності перебувало 16,3 % осіб, у тому числі 10,7 % дітей у віці до 18 років та 22,5 % осіб у віці 65 років та старших.
Цивільне працевлаштоване населення становило 75 осіб. Основні галузі зайнятості: освіта, охорона здоров'я та соціальна допомога — 26,7 %, виробництво — 21,3 %, будівництво — 13,3 %, сільське господарство, лісництво, риболовля — 9,3 %.